# 八寺崖遗址
八寺崖遗址，位于中国青海省大通县 沟乡八寺崖村，为第四批青海省文物保护单位，公布日期为1986年5月27日，类型为古遗址。
八寺崖遗址的历史年代为卡约文化、唐汪式。